# Undertale
Undertale est un jeu vidéo de rôle indépendant développé par Toby Fox. Le jeu propose de contrôler un enfant tombé dans l’Underground («outremonde»), une grande région isolée sous la surface de la Terre, séparée de la surface par une barrière magique et peuplée de monstres. Le joueur interagit à plusieurs reprises avec ces monstres dans sa quête pour remonter à la surface, principalement via un système de combat mêlant tour-par-tour et shoot 'em up. Dans celui-ci, le joueur doit éviter des projectiles envoyés par les monstres rencontrés, et a ensuite la possibilité d'attaquer son adversaire pour le tuer, ou de l'épargner. Le choix de tuer ou épargner affecte le jeu, altérant les dialogues, les personnages, et la narration dépendant des choix effectués. 
Le jeu a été entièrement et indépendamment développé par Toby Fox, un développeur et compositeur américain, que ce soit dans l'écriture du scénario ou la composition des musiques, bien qu'il ait reçu l'aide de Temmie Chang pour des dessins implémentés au jeu. Parmi les inspirations du jeu, sont notamment cités les jeux de rôle des séries Mother et Mario and Luigi, ainsi que les manic shooters de Touhou Project, et la série comique britannique Mr Bean. Dans la conception initiale d'Undertale, le jeu durait environ deux heures et devait sortir en milieu d'année 2014, le développement dure finalement près de trois ans du fait du rallongement considérable de la durée de la campagne, retardant la sortie.
Le jeu est publié le 15 septembre 2015 sur Steam pour Windows et OS X et sur Linux en juillet 2016, tandis que des portages sur PlayStation 4 et PlayStation Vita sont sortis le 15 août 2017, sur Nintendo Switch durant le mois de septembre 2018 et sur les consoles Xbox One et Xbox Series le 16 mars 2021. Si les versions pour ordinateur ont été publiées par Toby Fox lui-même, les portages sur consoles ont quant à eux été assurés par l'entreprise japonaise de localisation 8-4. Le jeu n'a jamais reçu de traduction officielle en langue française. Seuls des mods créés par des fans proposent une traduction du jeu en français. À sa sortie, Undertale est acclamé pour son écriture, sa thématique, son système de combat, sa musique, et son originalité ; de nombreux éloges étant également faits par rapport à l'histoire, aux dialogues, et aux personnages. Il se vend par la suite à plus d'un million d'exemplaires et est nommé pour plusieurs prix tels que celui de Game of the Year (« Jeu de l'année ») décerné par plusieurs médias ainsi qu'à des conventions.
Undertale possède un spin-off situé dans un univers alternatif qui prend la forme d'un nouveau jeu développé par toby fox, Deltarune, qui sort en plusieurs chapitres. Le premier chapitre est sorti le 31 octobre 2018, le deuxième le 17 septembre 2021 et les troisième et quatrième le 5 juin 2025.

## Histoire

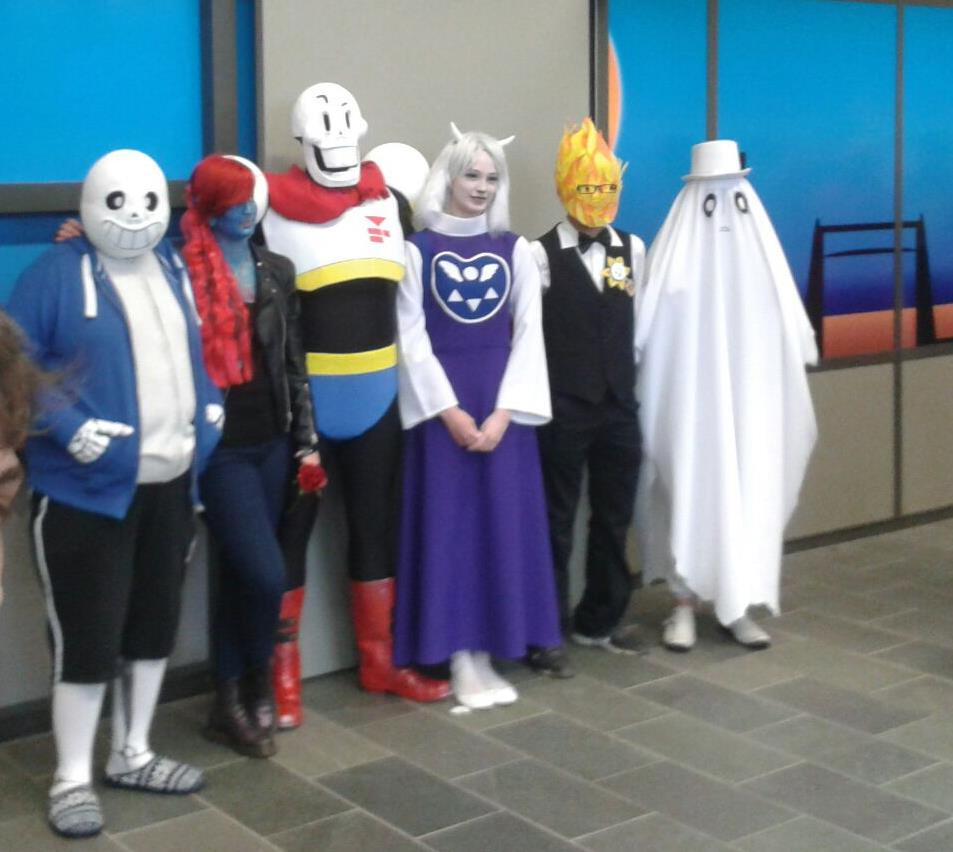
Cosplay de quelques personnages d'Undertale : Sans, Undyne, Papyrus, Toriel, Grillby et Napstablook, au festival Tsunacon en 2016 à Rotterdam, Pays-Bas.

L'histoire d'Undertale prend place dans l'Underground (« outremonde »), une partie du monde où les monstres, vivant autrefois en paix avec les humains, furent bannis après une guerre entre les deux races. Cette zone est séparée de la surface par une barrière magique imparfaite, le seul moyen d'y entrer se trouvant au mont Ebott. Un jour, un enfant humain tombe dans l'Underground en s'aventurant au sommet du mont. Il y rencontre Flowey, une fleur dotée d'une conscience apprenant les mécaniques de jeu et encourageant l'humain à augmenter son « LV », ou « LOVE », en gagnant de « l'EXP » en tuant des monstres. Lorsque Flowey tente de tuer l'humain pour lui dérober son âme, celui-ci est secouru par Toriel, un monstre bipède femelle ressemblant à une chèvre, qui le prend sous sa protection et lui apprend à résoudre les puzzles et terminer les combats de manière pacifique. Elle prévoit initialement d'adopter l'humain afin de le protéger d'Asgore Dreemurr, le roi de l’outremonde.
L'humain quitte finalement Toriel et part à la recherche du château d'Asgore, qui abrite la barrière menant à la surface. Sur son chemin, l'humain rencontre plusieurs monstres, tels que les frères Sans et Papyrus, deux squelettes sentinelles ; Undyne, chef de la garde royale ; Alphys, scientifique du royaume ; et Mettaton, un robot animateur de télévision créé par Alphys. Certains de ces monstres sont combattus et l'humain a alors le choix de les tuer ou de les épargner en leur parlant et en gagnant leur confiance. Les monstres épargnés deviennent alors des amis. Durant l'aventure, l'humain apprend que les monstres ont été contraints de vivre dans l'Underground à la suite d'une terrible guerre entre eux et les humains, guerre remportée par ces derniers. Mais longtemps après, Asriel, fils d'Asgore et de Toriel, se prend d'amitié pour un enfant humain lui aussi tombé dans l’outremonde et qui a été ensuite adopté par la famille royale. Un jour, l’humain meurt. Son dernier désir est de revoir les fleurs de son village, ce qui est normalement impossible à cause de la barrière magique emprisonnant les monstre dans l'Underground. Seulement, après la mort de l’humain, Asriel absorbe l’âme de l’humain, lui donnant d’immenses pouvoirs. Lorsque Asriel ramène le corps de son ami aux humains, ceux-ci l'attaquent et le tuent, croyant que l'état de l'enfant a été causé par Asriel, qui refusait de leur faire du mal. En apprenant cela, Asgore est déterminé à leur déclarer la guerre. Il cherche donc depuis le moyen de casser la barrière séparant le souterrain de la surface. Pour ce faire, il a besoin de sept âmes humaines. Ainsi, il tue chaque humain tombant dans l'Undergound pour prélever son âme. Lors des évènements du jeu, Asgore possède six âmes humaines.
La fin du jeu dépend de la façon dont le joueur résout les combats avec les monstres,. Il existe trois manières de jouer au jeu et donc 3 fins totalement différentes selon la manière d'y jouer, on appelle ces trois manières et fins différentes "Route" : Route neutre, Route pacifiste et Route génocidaire.
À noter que toutes ces informations données sur l'histoire du jeu ne peuvent être comprises par le joueur qu'en accomplissant les trois Routes différentes puisque chaque Route donne des bribes d'histoire, ouvre certaines pistes sans les fermer, ce qui la rend énigmatique à sa découverte et pousse à recommencer le jeu dans une autre Route après en avoir finie une.

### Route neutre
La Route dite « neutre » est la première narration du jeu à laquelle accède le joueur. Elle se produit quoique le joueur fasse : même si le joueur a tué/épargné tous les monstres du jeu, elle mènera toujours à la même fin. 
Comme dans chaque Route, l'humain rencontre Sans le squelette juste avant d'entrer dans le palais du roi Asgore. Celui-ci lui révèle alors que « LOVE » et « EXP » sont en réalité des acronymes, respectivement pour « Level Of ViolencE » (Niveau de violence) et « EXecution Points » (Points d'exécution). Il effectue alors un rapide jugement de l'âme du joueur sur la base de ces deux compteurs. L'humain arrive ensuite au château d'Asgore. Il nous rappelle que l'âme d'un monstre est également nécessaire pour traverser la barrière, et s'ensuit un combat contre lui. Après avoir été vaincu par l'humain, Asgore est achevé par Flowey. Ce dernier s'empare des âmes humaines, se transformant alors en une sorte de dieu. Durant le combat final, les âmes humaines se rebellent petit-à-petit et finissent par se libérer de l'emprise à laquelle elles étaient soumises. À l'issue de ce combat, le joueur a la possibilité d'achever Flowey ou de le laisser fuir. L'humain quitte ensuite l'Underground et reçoit, quelque temps plus tard, un appel téléphonique de Sans, lui décrivant l'état du souterrain depuis son départ. Le dialogue varie selon des actions du joueur au cours de l'aventure.

### Route pacifiste
La Route dite « pacifiste » se produit si le joueur a préalablement terminé une partie « neutre » . Si celui-ci n'a tué aucun monstre au cours de cette partie, et s'est engagé dans les phases de rendez-vous avec les personnages de Papyrus et Undyne, il sera alors renvoyé sur son ancienne sauvegarde, peu avant le combat contre Asgore. Cela débloque la possibilité d'effectuer la dernière quête nécessaire à l'obtention de cette fin.
Alors que le joueur rencontre Asgore et que ce dernier s'apprête à combattre, Toriel intervient et stoppe les hostilités, bientôt rejointe par les autres monstres avec lesquels l'humain s'est lié d'amitié. Flowey apparaît alors et les prend tous au piège, utilisant leurs âmes afin d'adopter une forme plus puissante. Il est alors révélé que la fleur est en réalité le nouveau corps d'Asriel, le défunt enfant d'Asgore et de Toriel. Le joueur finit par l'emporter en ramenant à la raison les âmes de ses amis prisonniers d'Asriel. Après avoir été vaincu, Asriel implore le pardon de l'humain (dont il révèle le véritable nom : Frisk), et avoue qu'il lui rappelait Chara/nom du joueur, son ami mort. Il détruit alors la barrière séparant le souterrain de l'extérieur avant de se retirer. La barrière brisée, les monstres s'en vont réintégrer le monde des humains à la surface, tandis que Frisk se voit offrir le choix d'accepter ou non Toriel comme mère adoptive.

### Route génocidaire
La Route dite « sans pitié » ou « génocidaire » se produit si le joueur décide de tuer tous les monstres du jeu,. Celle-ci a la particularité d'impacter non seulement la fin, mais également l'ambiance générale du jeu, qui devient nettement plus sombre. Une grande partie de la narration disparaît également au fil de l'aventure et de l'élimination des monstres.
À mesure qu'il tue des monstres, l'âme de Frisk est progressivement corrompue par le L.O.V.E amassé par le joueur. Chara aide maintenant le joueur dans son entreprise macabre en lui dictant le nombre de monstres à tuer dans chaque zone. Flowey lui-même, au départ ravi que le joueur écoute ses incitations au massacre, commence à prendre peur en réalisant que le personnage sous le contrôle du joueur demeure parfaitement capable de le tuer. À l'arrivée au château d'Asgore, Sans tente d'arrêter l'humain, mais finit par être tué à son tour. Au moment d'affronter Asgore, Flowey tue le roi en espérant être épargné, mais finit par être exécuté par le protagoniste, sans aucune intervention du joueur. Après cette dernière mort, Chara apparaît et détruit ce qu'il reste de l'univers des monstres. Pour pouvoir rejouer au jeu, le joueur doit alors symboliquement donner son âme, en échange de la restauration de l'univers. Cette décision affecte toute partie future : la présence de Chara se fait plus marquée, quelle que soit la route prise.

## Système de jeu
Undertale est un jeu de rôle en vue de dessus. En jeu, le joueur contrôle un enfant humain et doit remplir des objectifs afin de progresser dans l'histoire. Durant l'aventure, le joueur explore un souterrain rempli de villes et de cavernes contenant plusieurs puzzles à résoudre,. Le souterrain est le monde des monstres, certains d'entre-eux combattant le joueur ; celui-ci a alors le choix entre tuer le monstre attaquant, fuir, ou "l'épargner" (spare), ce qui permet généralement de se lier d'amitié avec lui,.
Lorsque le joueur rencontre un ennemi, que ce soit dans des événements scriptés ou par rencontre aléatoire, il entre en mode combat. En combat, le joueur contrôle un petit cœur rouge représentant son âme, et doit éviter les attaques lancées par le monstre opposé, à la manière d'un « manic shooter »,. À mesure que le jeu avance, de nouveaux éléments sont introduits, tels que des obstacles colorés demandant au joueur de rester immobile ou de passer à travers, et des combats de boss changeant la façon dont le joueur contrôle le cœur. Le joueur peut choisir d'attaquer son ennemi, invoquant alors un pressage de bouton en rythme, la défaite de celui-ci rapportant de l'« EXP » et de l'or au joueur. Autrement, il peut utiliser l'option « ACT » (agir, "to act" en anglais) pour effectuer des actions non-violentes variant selon le monstre ennemi. Si le joueur utilise les bonnes actions face à l'ennemi, il peut avoir le choix de l'épargner et de terminer le combat sans le tuer. Pour terminer certains combats de boss de manière pacifique, le joueur doit attendre que le personnage qu'ils combattent ait fini son dialogue. L'histoire du jeu possède plusieurs embranchements et fins dépendant des monstres que le joueur décide de tuer ou de ne pas tuer ; de ce fait, il est possible de terminer le jeu sans tuer le moindre ennemi.
Les monstres conversent avec le joueur durant les combats, le jeu précisant au joueur les actions et sentiments du monstre. Les attaques ennemies changent selon la manière dont le joueur interagit avec eux : si celui-ci fait des choix non-violents, les attaques deviennent plus faciles, et inversement si celui-ci décide d'être violent, les attaques deviennent plus difficiles,. Le jeu dépend également d'un certain nombre d'éléments méta-fictionnels dans son système de jeu et son histoire. Ainsi, lorsque le joueur combat un boss lors d'une nouvelle partie, le dialogue est changé en fonction des actions prises lors des parties précédentes.

## Développement
Le développement d'Undertale, presque entièrement assuré par Toby Fox, s'étend sur près de trois ans. Il a été principalement financé par financement participatif par le biais d'une campagne sur le site Kickstarter. La campagne est lancée le 25 juin 2013 avec pour objectif de récolter un total de 5 000 $ ; un total de 51 124 $ pour 2 398 participants est finalement collecté au terme de la campagne un mois plus tard, soit plus de dix fois l'objectif originellement fixé par le développeur. Le système de combat du jeu a été créé sur le système de création de jeux GameMaker: Studio. Le souhait de son développeur est alors de créer un jeu de rôle différent du modèle traditionnel, qu'il a souvent trouvé « ennuyeux à jouer ». Il s'est par la suite décidé à créer un jeu avec des « personnages intéressants » et « utilisant le moyen comme instrument de narration… plutôt que d'avoir des abstractions entre l'histoire et le système de jeu complètement séparées ».
Toby Fox a travaillé de manière totalement indépendante, à l'exception de certains dessins ; ce choix est justifié par sa volonté de ne pas dépendre de quelqu'un d'autre. Avant le début du développement, il n'a que peu d'expérience dans le domaine du développement de jeu ; lui et ses trois frères ont souvent utilisé RPG Maker 2000 pour faire des jeux de rôle, bien que peu furent terminés. Il a également travaillé sur un certain nombre de hack rom d'EarthBound lorsqu'il était au lycée. Temmie Chang est la principale assistante artistique, ayant fourni la plupart des sprites et des images conceptuelles. De l'avis du développeur, le style artistique du jeu serait probablement resté le même s'il avait eu accès à une plus grande équipe d'artistes, trouvant notamment que « l'audience s'attache plus à des personnages dessinés simplement qu'en détail », bénéficiant notamment de l'usage de gag visuels dans les dessins.

### Conception
La phase défensive des combats est inspirée de la série de manic shooters Touhou Project. Lors de la conception du système de combat, l'objectif principal de Toby Fox était de créer une mécanique qui lui plairait personnellement, souhaitant qu'Undertale possède un système de combat aussi attirant que celui d'un Super Mario RPG et d'un Mario & Luigi: Superstar Saga. Il souhaitait également faire en sorte que le « levelling » ne soit nécessaire à aucun moment en le rendant optionnel, limitant également le nombre de quêtes secondaires, impliquant généralement de multiples retours en arrière. Selon Toby Fox, la difficulté du jeu a été dosée pour être simple et amusante, demandant notamment l'aide de plusieurs de ses amis. Il décrit ainsi la difficulté comme « optimale ».
Le système de dialogue du jeu est inspiré de Shin Megami Tensei, notamment la mécanique permettant au joueur de parler aux monstres pour éviter le combat. Toby Fox entendait ainsi développer cette mécanique, l'échec d'une négociation résultant obligatoirement en un combat dans Shin Megami Tensei, ajoutant « vouloir créer un système satisfaisant [son] envie de parler aux monstres ». C'est en développant cet aspect du jeu que l'idée d'une fin sans tuer aucun ennemi s'est manifestée « naturellement ». Il précise cependant n'avoir jamais considéré une suppression totale de la possibilité de combattre. Lorsque questionné sur la difficulté de jouer au jeu sans tuer personne, Toby Fox répondit en expliquant qu'il s'agit « du cœur de l'un des principaux thèmes du jeu », encourageant les joueurs à y réfléchir d'eux-mêmes.

### Écriture
L'écriture du jeu a particulièrement été influencée par la culture internet ainsi que par des comédies telles que Mr Bean. Toby Fox cite également l'atmosphère dérangeante d'EarthBound comme influence majeure. Son désir de « bouleverser des concepts rarement mis en question dans la majorité des jeux » a par ailleurs grandement influencé le développement d'Undertale. Il ajoute que l'écriture des dialogues s'est révélée plus simple une fois la voix et l'humeur des personnages déterminées et que la création du monde s'est faite naturellement, car celui-ci se devait d'exprimer les histoires de ceux qui vivent dedans. Faire passer les monstres du jeu comme des « individus à part entière » était également un des objectifs de Toby Fox, citant la série des Final Fantasy comme contre-exemple : « les monstres dans les RPG comme Final Fantasy sont tous les mêmes… ça n'a aucun sens ».
Le personnage de Toriel, un des premiers à apparaître dans l'aventure, a été créé comme une parodie des personnages tutoriel, Toby Fox citant notamment son aversion envers le personnage de Fay, compagnon de Link dans The Legend of Zelda: Skyward Sword, dans lequel les réponses aux différentes énigmes sont souvent révélées juste avant. Toby Fox exprime aussi son sentiment que les RPG manquent souvent de figure maternelle, citant les jeux Pokémon, Mother et EarthBound, dans lesquels il explique que les mères des différents personnages principaux ont selon lui plus le rôle de « symbole que de personnage ». C'est en réponse à cette impression qu'il écrit le personnage de Toriel comme « une mère qui, je l'espère, agit comme une mère » et qui « s'inquiète réellement » pour le joueur et ses actions.

### Musique
La bande-son du jeu a été entièrement composée par Toby Fox. D'après celui-ci, qui se décrit comme un musicien autodidacte, les versions finales de la plupart des musiques ont été composées rapidement, la musique principale du jeu, « Undertale », étant la seule à avoir eu droit à plusieurs versions durant le développement. La bande-son est notamment inspirée des jeux de rôle de la Super Nintendo, tels qu'EarthBound, ainsi que du webcomic Homestuck, pour lequel Toby Fox a également composé certaines musiques. De manière générale, les influences musicales de Toby Fox sont multiples et variées, étant principalement vidéoludiques,. Selon lui, plus de 90 % des musiques ont été composées spécialement pour le jeu. Megalovania, la musique utilisée lors du combat contre Sans, a par ailleurs déjà été utilisée par le passé dans Homestuck et dans un ROM hack d'EarthBound développé par Toby Fox lui-même. Pour chaque section du jeu, la musique a été composée avant la programmation, aidant à « voir comment une scène devait se dérouler ». Un tracker était originellement utilisé pour composer la bande-son, avant d'être abandonné par le développeur qui le trouvait trop difficile à utiliser. Il décide finalement de jouer plusieurs sections d'une même musique séparément, avant de les reconnecter sur une même piste.

## Sortie
Le jeu sort le 15 septembre 2015 sur Microsoft Windows et Mac OS X, le 17 juillet 2016 sur Linux. Un patch est publié en janvier 2016 afin de corriger plusieurs bugs et modifier la forme des attaques bleues afin d'aider les personnes daltoniennes. En marge de l'E3 2017, Sony annonce le portage d'Undertale pour les consoles PlayStation 4 et Playstation Vita, sorti le 15 août de la même année. Cette version inclut notamment une traduction en japonais ainsi qu'une édition en boîte, le tout étant développé et publié par l'entreprise de localisation japonaise 8-4. Toby Fox exprime par ailleurs un intérêt à sortir le jeu sur d'autres plate-formes, précisant cependant ne pas pouvoir l'importer sur les consoles de Nintendo sans reprogrammer entièrement le jeu. Un portage sur Nintendo Switch est cependant annoncé le 8 mars 2018. Celui-ci a été rendu possible par un partenariat entre la firme nippone et YoYo Games afin de permettre l'exportation de jeux créés sous GameMaker Studio 2 sur la Switch. Le jeu sort finalement dans un premier temps au Japon le 15 septembre 2018 à l'occasion des trois ans du jeu avant de sortir dans le reste du monde trois jours plus tard. Le jeu est également porté sur les consoles Xbox One et Xbox Series le 16 mars 2021 via le Game Pass. Ces différents portages sont eux aussi assurés par 8-4.
Des produits dérivés d'Undertale sont plus tard mis en vente, incluant des figurines et de peluches basés sur les personnages du jeu. La bande-son officielle du jeu est mise en vente simultanément à la sortie du jeu. Deux autres albums officiels de reprises des musiques du jeu sont publiés : l'album metal et Electro Determination de Richard Edward Bichler (connu sur YouTube sous le pseudo de "RichaadEB") et Amie Waters (à l'époque Ace) en 2015,, (album accompagné d'une suite intitulée The Purple Side en 2016) et l'album jazz Live at Grillby's de Carlos Eiene en 2016. Un autre album jazz nommé Prescription for Sleep est également publié en 2016 par le saxophoniste Norihiko Hibino et le pianiste Ayaki Sato.

## Accueil

### Critiques
Undertale reçoit un accueil critique très élogieux, totalisant un score de 92 % sur l’agrégateur de critiques Metacritic sur la base de 43 critiques, faisant de lui le troisième jeu Windows le mieux noté pour l'année 2015, et obtenant notamment 16/20 sur Jeuxvideo.com, 9/10 sur Gamekult ou encore 10/10 sur IGN. Les critiques rendent particulièrement hommage à l'écriture du jeu, ses personnages et son système de combat. Le net encense son scénario complexe, ses musiques et ses personnages très caractéristiques. Tyler Hicks de Gamespot le décrit ainsi comme « un des RPG les plus progressistes et novateurs depuis longtemps », tandis que Kallie Plagge d'IGN le juge comme « une expérience construite de main de maître ». En fin d'année 2015, le jeu compte près de 530 343 copies vendues selon le site Steam Spy, dépassant le million de ventes au début du mois de février 2016. La version Steam du jeu comptabilise plus de trois millions et demi de joueurs en juin 2018. La version japonaise dématérialisée pour PlayStation 4 et PlayStation Vita dépasse quant à elle les 100 000 unités vendues en février 2018.

#### Critiques du système de combats
Daniel Tack de Game Informer décrit le système de combat comme « incroyablement nuancé », mettant l'accent sur l'unicité de chaque ennemi rencontré, de même pour ExServ de Gamekult. Austin Walker de Giant Bomb loue quant à lui la difficulté des combats, la décrivant comme « non conventionnelle, intelligente, et par moments vraiment difficile » tandis que Plagge d'IGN salue la possibilité offerte d'éviter le combat en optant pour la conversation amicale à la place.

#### Critiques du scénario
Un autre aspect du jeu largement noté positivement est son écriture et sa narration, qualifiée d'« excellente » par IGN tandis que Croshaw de The Escapist considère Undertale comme le jeu le mieux écrit de 2015. Ben Davis de Destructoid loue quant à lui les personnages du jeu ainsi que la comédie présente, comparant le jeu à Cave Story. C'est également le cas de Richard Cobbett de PC Gamer, celui-ci ajoutant cependant que la narration a ses points faibles. Chez plusieurs critiques français, si la qualité de l'écriture est tout autant saluée, la nécessité de comprendre l'anglais est vu comme un point faible,.

#### Critiques des graphismes
Les graphismes ont quant à eux connus une réception plus nuancée, étant qualifiés de « simples, mais expressifs » dans la critique de Giant Bomb ou décrits comme « pas toujours très beaux […] et souvent moches » par Plagge d'IGN, qui précise que la musique et les animations à côté compensent ce point, point de vue partagé par Panthaa de Jeuxvideo.com. Croshaw de The Escapist ajoutant qu'il « oscille entre le basique mais fonctionnel et le mauvais tout court ». Les graphismes ont cependant eu quelques retours positifs : Daniel Tack de Game Informer affirmant que ceux-ci correspondent parfaitement aux personnages et à l'ambiance générale tandis que Richard Cobbett de PC Gamer note quant à lui sa capacité à transmettre des émotions.

#### Critiques de la bande-son
La bande-son se voit très appréciée des critiques, qui la considèrent comme une des raisons du succès du jeu, en particulier pour l'usage de leitmotivs de plusieurs personnages incorporés dans plusieurs pistes,. En particulier, Hopes and Dreams, se jouant lors du combat contre un des boss finaux, incorpore une grande partie des leitmotivs entendus plus tôt durant le jeu, décrit par Nadia Oxford d'US Gamer comme « un moyen parfait de couronner l'aventure ». Elle remarque également que la piste démontre parfaitement l'habilité de Toby Fox à « transformer d'anciennes musiques en expériences nouvelles », visible à travers toute la bande-son du jeu. Tyler Hicks de GameSpot compare quant à lui la musique du jeu à des chiptunes.
Un an après sa sortie, son développeur Toby Fox explique qu'il a été largement surpris par la popularité acquise par son jeu et que cela l'avait rendu anxieux.

### Récompenses
Undertale a remporté plusieurs prix de la part de plusieurs médias du jeu vidéo. Il a ainsi remporté le prix du « Jeu de l'année » de Zero Punctuation ainsi que celui de « Jeu du mois » d'octobre 2015 de Rock, Paper, Shotgun. Le jeu remporte également le sondage de « Meilleur jeu de tous les temps » lancé par GameFAQs et a été nommé « Meilleur jeu PC » par Destructoid et IGN. Il est également nommé parmi les meilleurs RPG PC de l'année 2015 par Jeuxvideo.com.
Le jeu est nommé dans plusieurs catégories lors de l'Independent Games Festival de 2016 dans les catégories du Grand prix Seumas-McNally, « Excellence en son », « Excellence en narration ». Il remporte par ailleurs le « Prix du public »,. Il a également été nommé « Jeu financé participativement le plus abouti » lors de la SXSW, qui lui dessert aussi le « Prix Matthew Crump de l'innovation culturelle ».
| \| Date \| Prix \| Catégorie \| Nommé \| Résultat \| \| ----------------- \| ------------------------------------------------- \| ------------------------------------------------------------ \| --------- \| ------------------- \| \| 30 octobre 2015 \| Jeu du mois d'octobre de Rock, Paper, Shotgun \| Jeu du mois \| Undertale \| Lauréat[67] \| \| 27 novembre 2015 \| Global Game Awards 2015 \| Meilleur jeu indépendant \| Undertale \| Deuxième[75] \| \| 1er décembre 2015 \| Meilleurs jeux vidéo de 2015 du Time \| Meilleur jeu \| Undertale \| Neuvième[76] \| \| 3 décembre 2015 \| The Game Awards 2015 \| Meilleur jeu indépendant \| Undertale \| Nomination[77] \| \| 3 décembre 2015 \| The Game Awards 2015 \| Games for Change \| Undertale \| Nomination[77] \| \| 3 décembre 2015 \| The Game Awards 2015 \| Meilleur jeu vidéo de rôle \| Undertale \| Nomination[77] \| \| 4 décembre 2015 \| Meilleurs jeux vidéo de 2015 de Vice \| Meilleur jeu \| Undertale \| Huitième[78] \| \| 15 décembre 2015 \| Meilleurs jeux PC de 2015 de Rock, Paper, Shotgun \| Jeu PC le plus amusant \| Undertale \| Lauréat[9] \| \| 15 décembre 2015 \| Prix Good Game de 2015 \| Jeu de l'année \| Undertale \| Nomination[79] \| \| 16 décembre 2015 \| Meilleur jeu de tous les temps de GameFAQs \| Meilleur jeu de tous les temps \| Undertale \| Lauréat[68] \| \| 18 décembre 2015 \| Jeux de l'année de GameSpot \| Jeu de l'année \| Undertale \| Dix-neuvième[80] \| \| 22 décembre 2015 \| Prix de l'année 2015 de The Jimquisition \| Jeu de l'année \| Undertale \| Lauréat[81] \| \| 22 décembre 2015 \| Jeux de l'année de Destructoid \| Meilleur jeu PC \| Undertale \| Lauréat[69] \| \| 25 décembre 2015 \| Meilleurs jeux de 2015 de The Escapist \| Meilleur jeu \| Undertale \| Nomination[82] \| \| 28 décembre 2015 \| Meilleurs jeux de 2015 d'Ars Technica \| Meilleur jeu \| Undertale \| Cinquième[30] \| \| 28 décembre 2015 \| Prix de l'année 2015 de Giant Bomb \| Meilleure surprise \| Undertale \| Deuxième[83] \| \| 30 décembre 2015 \| Prix de l'année 2015 de Giant Bomb \| Meilleurs débuts \| Toby Fox \| Deuxième[84] \| \| 1er janvier 2016 \| Prix de l'année 2015 de Giant Bomb \| Jeu de l'année \| Undertale \| Septième[85] \| \| 7 janvier 2016 \| Meilleurs jeux de 2015 de Zero Punctuation \| Jeu de l'année \| Undertale \| Lauréat[86] \| \| 12 janvier 2016 \| Meilleurs jeux de 2015 d'IGN \| Jeu PC de l'année \| Undertale \| Lauréat[70] \| \| 12 janvier 2016 \| Meilleurs jeux de 2015 d'IGN \| Meilleure histoire \| Undertale \| Lauréat[87] \| \| 18 février 2016 \| DICE Awards \| Succès notable en réalisation de jeu \| Undertale \| Nomination[88] \| \| 18 février 2016 \| DICE Awards \| Prix Sprite DICE \| Undertale \| Nomination[88] \| \| 18 février 2016 \| DICE Awards \| Jeu de rôle/massivement multijoueur de l'année \| Undertale \| Nomination[88] \| \| 16 mars 2016 \| Game Developers Choice Awards 2016 \| Innovation Award \| Undertale \| Nomination[89] \| \| 16 mars 2016 \| Game Developers Choice Awards 2016 \| Meilleurs débuts \| Toby Fox \| Nomination[89] \| \| 16 mars 2016 \| Game Developers Choice Awards 2016 \| Meilleurs narration \| Undertale \| Nomination[89] \| \| 16 mars 2016 \| Independent Games Festival Awards 2016 \| Grand Prix Seumas McNally \| Undertale \| Nomination[90] \| \| 16 mars 2016 \| Independent Games Festival Awards 2016 \| Excellence en son \| Undertale \| Nomination[90] \| \| 16 mars 2016 \| Independent Games Festival Awards 2016 \| Excellence en narration \| Undertale \| Nomination[90] \| \| 16 mars 2016 \| Independent Games Festival Awards 2016 \| Prix du public \| Undertale \| Lauréat[73] \| \| 19 mars 2016 \| SXSW Gaming Awards \| Jeu de l'année \| Undertale \| Nomination[91] \| \| 19 mars 2016 \| SXSW Gaming Awards \| Excellence en système de jeu \| Undertale \| Nomination[91] \| \| 19 mars 2016 \| SXSW Gaming Awards \| Jeu financé participativement le plus abouti \| Undertale \| Lauréat[74] \| \| 19 mars 2016 \| SXSW Gaming Awards \| Nouvelle propriété intellectuelle la plus prometteuse \| Undertale \| Nomination[91] \| \| 19 mars 2016 \| SXSW Gaming Awards \| Prix Matthew Crump de l'innovation culturelle \| Undertale \| Lauréat[74] \| \| 21 mars 2016 \| Prix NAVGTR de 2015 \| Jeu de rôle original \| Toby Fox \| Lauréat[92] \| \| 7 avril 2016 \| BAFTA Games Awards \| Histoire \| Undertale \| Nomination[93],[94] \| \| 11 août 2016 \| Dragon Awards \| Meilleur jeu de science-fiction ou de fantasy sur PC/console \| Undertale \| Nomination[95] \| \| 31 décembre 2016 \| Steam Awards \| Prix « C'est pas moi qui pleure, c'est mes yeux » \| Undertale \| Nomination[96] \| |                                                   |                                                              |           |              |
| Date | Prix                                              | Catégorie                                                    | Nommé     | Résultat     |
| 30 octobre 2015 | Jeu du mois d'octobre de Rock, Paper, Shotgun     | Jeu du mois                                                  | Undertale | Lauréat      |
| 27 novembre 2015 | Global Game Awards 2015                           | Meilleur jeu indépendant                                     | Undertale | Deuxième     |
| 1er décembre 2015 | Meilleurs jeux vidéo de 2015 du Time              | Meilleur jeu                                                 | Undertale | Neuvième     |
| 3 décembre 2015 | The Game Awards 2015                              | Meilleur jeu indépendant                                     | Undertale | Nomination   |
| 3 décembre 2015 | The Game Awards 2015                              | Games for Change                                             | Undertale | Nomination   |
| 3 décembre 2015 | The Game Awards 2015                              | Meilleur jeu vidéo de rôle                                   | Undertale | Nomination   |
| 4 décembre 2015 | Meilleurs jeux vidéo de 2015 de Vice              | Meilleur jeu                                                 | Undertale | Huitième     |
| 15 décembre 2015 | Meilleurs jeux PC de 2015 de Rock, Paper, Shotgun | Jeu PC le plus amusant                                       | Undertale | Lauréat      |
| 15 décembre 2015 | Prix Good Game de 2015                            | Jeu de l'année                                               | Undertale | Nomination   |
| 16 décembre 2015 | Meilleur jeu de tous les temps de GameFAQs        | Meilleur jeu de tous les temps                               | Undertale | Lauréat      |
| 18 décembre 2015 | Jeux de l'année de GameSpot                       | Jeu de l'année                                               | Undertale | Dix-neuvième |
| 22 décembre 2015 | Prix de l'année 2015 de The Jimquisition          | Jeu de l'année                                               | Undertale | Lauréat      |
| 22 décembre 2015 | Jeux de l'année de Destructoid                    | Meilleur jeu PC                                              | Undertale | Lauréat      |
| 25 décembre 2015 | Meilleurs jeux de 2015 de The Escapist            | Meilleur jeu                                                 | Undertale | Nomination   |
| 28 décembre 2015 | Meilleurs jeux de 2015 d'Ars Technica             | Meilleur jeu                                                 | Undertale | Cinquième    |
| 28 décembre 2015 | Prix de l'année 2015 de Giant Bomb                | Meilleure surprise                                           | Undertale | Deuxième     |
| 30 décembre 2015 | Prix de l'année 2015 de Giant Bomb                | Meilleurs débuts                                             | Toby Fox  | Deuxième     |
| 1er janvier 2016 | Prix de l'année 2015 de Giant Bomb                | Jeu de l'année                                               | Undertale | Septième     |
| 7 janvier 2016 | Meilleurs jeux de 2015 de Zero Punctuation        | Jeu de l'année                                               | Undertale | Lauréat      |
| 12 janvier 2016 | Meilleurs jeux de 2015 d'IGN                      | Jeu PC de l'année                                            | Undertale | Lauréat      |
| 12 janvier 2016 | Meilleurs jeux de 2015 d'IGN                      | Meilleure histoire                                           | Undertale | Lauréat      |
| 18 février 2016 | DICE Awards                                       | Succès notable en réalisation de jeu                         | Undertale | Nomination   |
| 18 février 2016 | DICE Awards                                       | Prix Sprite DICE                                             | Undertale | Nomination   |
| 18 février 2016 | DICE Awards                                       | Jeu de rôle/massivement multijoueur de l'année               | Undertale | Nomination   |
| 16 mars 2016 | Game Developers Choice Awards 2016                | Innovation Award                                             | Undertale | Nomination   |
| 16 mars 2016 | Game Developers Choice Awards 2016                | Meilleurs débuts                                             | Toby Fox  | Nomination   |
| 16 mars 2016 | Game Developers Choice Awards 2016                | Meilleurs narration                                          | Undertale | Nomination   |
| 16 mars 2016 | Independent Games Festival Awards 2016            | Grand Prix Seumas McNally                                    | Undertale | Nomination   |
| 16 mars 2016 | Independent Games Festival Awards 2016            | Excellence en son                                            | Undertale | Nomination   |
| 16 mars 2016 | Independent Games Festival Awards 2016            | Excellence en narration                                      | Undertale | Nomination   |
| 16 mars 2016 | Independent Games Festival Awards 2016            | Prix du public                                               | Undertale | Lauréat      |
| 19 mars 2016 | SXSW Gaming Awards                                | Jeu de l'année                                               | Undertale | Nomination   |
| 19 mars 2016 | SXSW Gaming Awards                                | Excellence en système de jeu                                 | Undertale | Nomination   |
| 19 mars 2016 | SXSW Gaming Awards                                | Jeu financé participativement le plus abouti                 | Undertale | Lauréat      |
| 19 mars 2016 | SXSW Gaming Awards                                | Nouvelle propriété intellectuelle la plus prometteuse        | Undertale | Nomination   |
| 19 mars 2016 | SXSW Gaming Awards                                | Prix Matthew Crump de l'innovation culturelle                | Undertale | Lauréat      |
| 21 mars 2016 | Prix NAVGTR de 2015                               | Jeu de rôle original                                         | Toby Fox  | Lauréat      |
| 7 avril 2016 | BAFTA Games Awards                                | Histoire                                                     | Undertale | Nomination,  |
| 11 août 2016 | Dragon Awards                                     | Meilleur jeu de science-fiction ou de fantasy sur PC/console | Undertale | Nomination   |
| 31 décembre 2016 | Steam Awards                                      | Prix « C'est pas moi qui pleure, c'est mes yeux »            | Undertale | Nomination   |

## Apparition dans d'autres jeux
Le jeu suivant de Toby Fox, Deltarune, se passe en partie dans une version de l'univers d'Undertale où les monstres ne sont pas restés piégés dans l'Underground. Plusieurs personnages d'Undertale y font des caméos : Toriel, Alphys, Undyne, Asgore et Sans, ainsi que de nombreux personnages tertiaires. Par ailleurs, le titre Deltarune est en soi une anagramme de Undertale ; et une référence au symbole de la prophétie de l'ange visible plusieurs fois dans Undertale - le symbole de l'ange contenant plusieurs triangles et "Delta Rune" pouvant être traduit par "Rune Delta", c'est-à-dire ce caractère de l'alphabet grec : Δ.
Dans le jeu Super Smash Bros. Ultimate, développé par Nintendo, un costume de Sans est disponible à l'achat pour le personnage du Tireur Mii ainsi qu'un remix de la musique Megalovania, en contenu additionnel.
Dans le jeu Taiko no Tatsujin: Drum'n'Fun!, un jeu de rythme développé par Bandai Namco, trois musiques du jeu sont proposées en contenu additionnel : Megalovania, Heartache et Hopes and Dreams.
Dans le jeu Just Shapes and Beats, un jeu de rythme développé par Berzerk Studio, une musique remixée du thème de Muffet (une araignée humanoïde présente dans les personnages d'Undertale) est disponible à la fin du dernier chapitre « The Lost Chapter ».

## Dans la culture populaire
Le jeu a inspiré la chanson Détermination, écrite et interprétée par la vidéaste KaraL et accompagnée musicalement par le groupe Starrysky.
Le 16 septembre 2020, à l'occasion du cinquième anniversaire, un concert symphonique (filmé en mai 2019 à Tokyo) est diffusé sur la chaine officielle Youtube grâce à la collaboration de Fangamer et 8-4. De nouvelles chansons produites par Toby Fox ont également été ajoutées à la fin de la vidéo pour l'occasion.